# تونگرسهایم
تونگرسهایم (به آلمانی: Thüngersheim) یک شهر در آلمان است که در Würzburg واقع شده‌است.